# Selección de rugby league de Ucrania
La Selección de rugby league de Ucrania representa al país en competiciones de selecciones nacionales de rugby league. 
Está afiliado a la Rugby League European Federation. 

## Palmarés
Europeo División C
- Campeón (3): 2009, 2013, 2016

## Participación en copas

#### Copa del Mundo de Rugby League
- no ha clasificado

#### Campeonato Europeo A
- no ha clasificado

#### Campeonato Europeo B
- 2010 : 2° puesto
- 2014/15 : 4° puesto
- 2020 : 2° puesto

#### Campeonato Europeo C
- 2009 : Campeón[1]
- 2013 : Campeón[2]
- 2016 : Campeón[3]